# Fusigobius neophytus
Fusigobius neophytus es una especie de peces de la familia de los Gobiidae en el orden de los Perciformes.

## Morfología
Los machos pueden llegar a alcanzar los 7,5 cm de longitud total.

## Depredadores
En la Polinesia Francesa es depredado por Epinephelus Merri .

## Hábitat
Es un pez de mar, de clima tropical (21 °C-30 °C).

## Distribución geográfica
Se encuentra desde el África Oriental hasta las Tuamotu, las Islas Ryukyu y la Isla de Lord Howe.

## Observaciones
Es inofensivo para los humanos.